# Umowa zamiany
Umowa zamiany – rodzaj umowy cywilnoprawnej zakładający wymianę dóbr bez użycia pieniądza. Ma znaczenie lokalne, a także w specyficznych grupach (np. kolekcjonerów). Szerzej spotyka się ją w gospodarce w okresach zachwiania pozycji pieniądza.
W prawie polskim umowa zamiany została uregulowana w art. 603–604 k.c. Jej strony (zamieniający) zobowiązują się do przeniesienia własności rzeczy lub innego prawa majątkowego na drugą stronę umowy, w zamian za zobowiązanie do przeniesienia własności innej rzeczy lub prawa majątkowego.
Przedmiotem umowy może być rzecz istniejąca, przyszła, określona co do gatunku lub tożsamości, a także np. ograniczone prawo rzeczowe czy prawo na dobru niematerialnym.
Zamiana jest czynnością prawną konsensualną, kauzalną, odpłatną, wzajemną i dwustronnie zobowiązującą. Należy do umów zobowiązujących do rozporządzenia. Może być jednak umową o podwójnym skutku – zobowiązująco-rozporządzającym. Jej zawarcie nie wymaga zachowania szczególnej formy (tj. może być zawarta ustnie albo nawet per facta concludentia – w sposób dorozumiany, bez użycia słów), chyba że strony ją zastrzegły (wtedy umowa musi mieć taką formę pod rygorem nieważności, o ile nie zastrzegły formy pisemnej, dokumentowej albo elektronicznej tylko dla celów dowodowych; formy zastrzeżonej dla celów dowodowych nie stosuje się w stosunkach między przedsiębiorcami) albo zamiana dotyczy nieruchomości albo spadku (umowa musi mieć wówczas formę aktu notarialnego pod rygorem nieważności).
Do wyżej określonego, zdefiniowanego kodeksem cywilnym podstawowego typu tej umowy stosuje się z mocy art. 604 k.c. odpowiednio przepisy dotyczące sprzedaży, chyba że strony postanowią inaczej. Chodzi tu m.in. o sposób i koszty wydania i odebrania rzeczy, rękojmię za wady rzeczy, natomiast nie stosuje się przepisów o cenie sprzedaży i sprzedaży na raty.